# تورا-سان به وین می‌رود

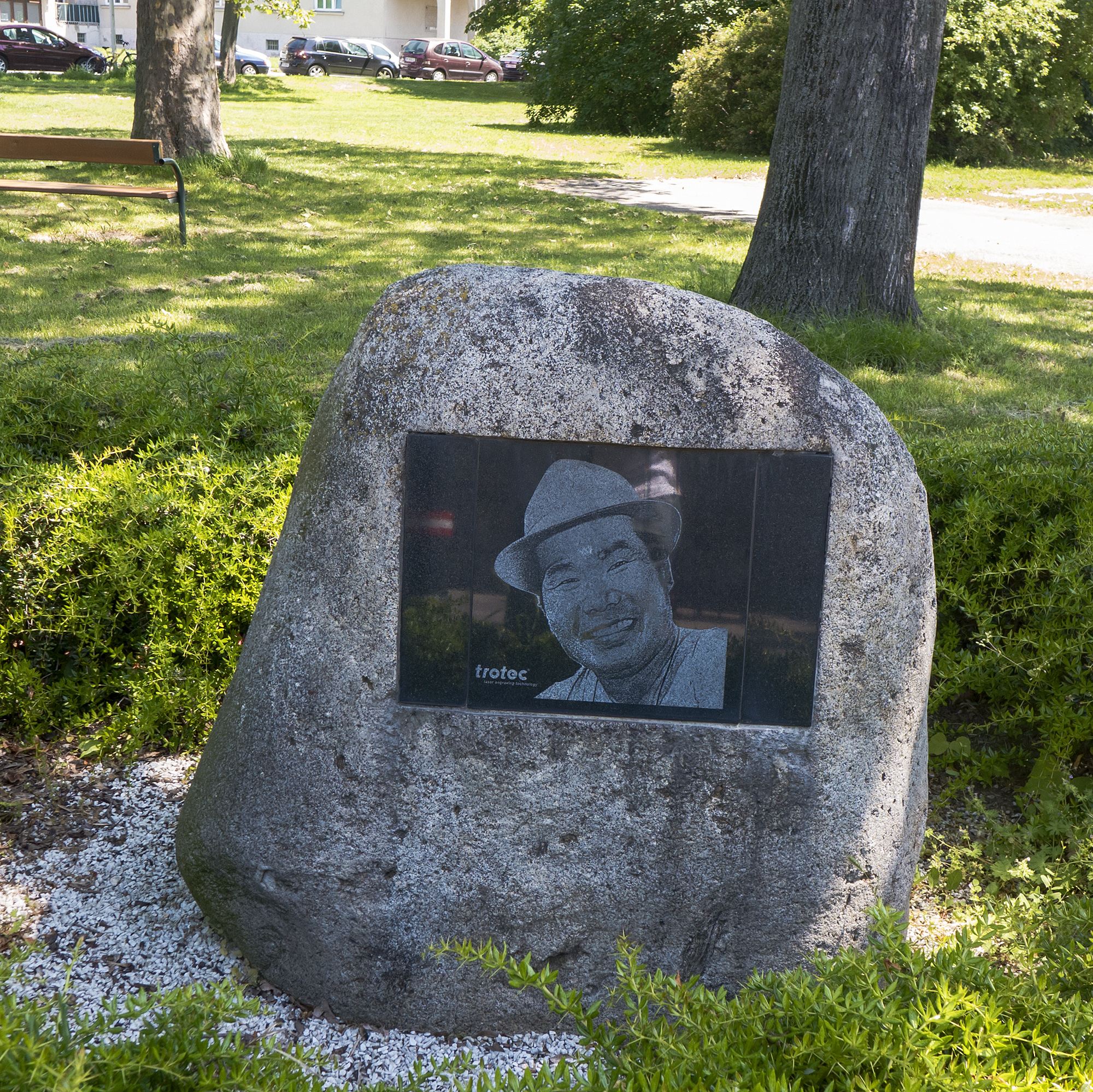
یک بنای سنگی حکاکی شده در پارک تورا-سان با پرتره تورا سان با بازی کیوشی آتسومی

تورا-سان به وین می‌رود (انگلیسی: Tora-san Goes to Viennal) یک فیلم کمدی ژاپنی محصول ۱۹۸۸ به کارگردانی یوجی یامادا است. این فیلم چهلمین و یکمین فیلم از مجموعه محبوب و طولانی‌مدت اوتوکو وا تسورای یو است.
به درخواست شهردار منطقه زیرک در اتریش، در ۲ نوامبر ۱۹۸۷، بخش کاتسوشیکا-کو، توکیو و بخش Florisdorf در وین (منطقه حومه‌ای در کرانه‌های رودخانه دانوب) یک خواهرخواندگی (شهرها) تشکیل دادند. در ۲۸ سپتامبر ۲۰۰۹، پارک تورا-سان در فلوریسدورف به مناسبت بیستمین سالگرد اکران فیلم تورا-سان به وین می‌رود افتتاح شد.